# Brech
 Brech  (en bretón Brec'h) es una población y comuna francesa, situada en la región de Bretaña, departamento de Morbihan, en el distrito de Lorient y cantón de Pluvigner.

## Demografía
| 2922 | 2909 | 3079 | 3554 | 3990 | 4500 |
| Para los censos de 1962 a 1999 la población legal corresponde a la población sin duplicidades (Fuente: INSEE [Consultar]) |      |      |      |      |      |